# Бела IV
Бе́ла IV (венг. IV. Béla; 29 ноября 1206 — 3 мая 1270) — король Венгрии (1235—1270), герцог Штирии (1254—1258). Происходил из династии Арпадов, сын Андраша II Крестоносца, внук Белы III. Один из самых известных королей в истории Венгерского государства, который проявил себя, укрепляя королевскую власть по примеру своего деда Белы III и восстановив страну после монгольского нашествия в 1241 году. Благодаря этому венгры часто называют его «вторым основателем Венгрии».

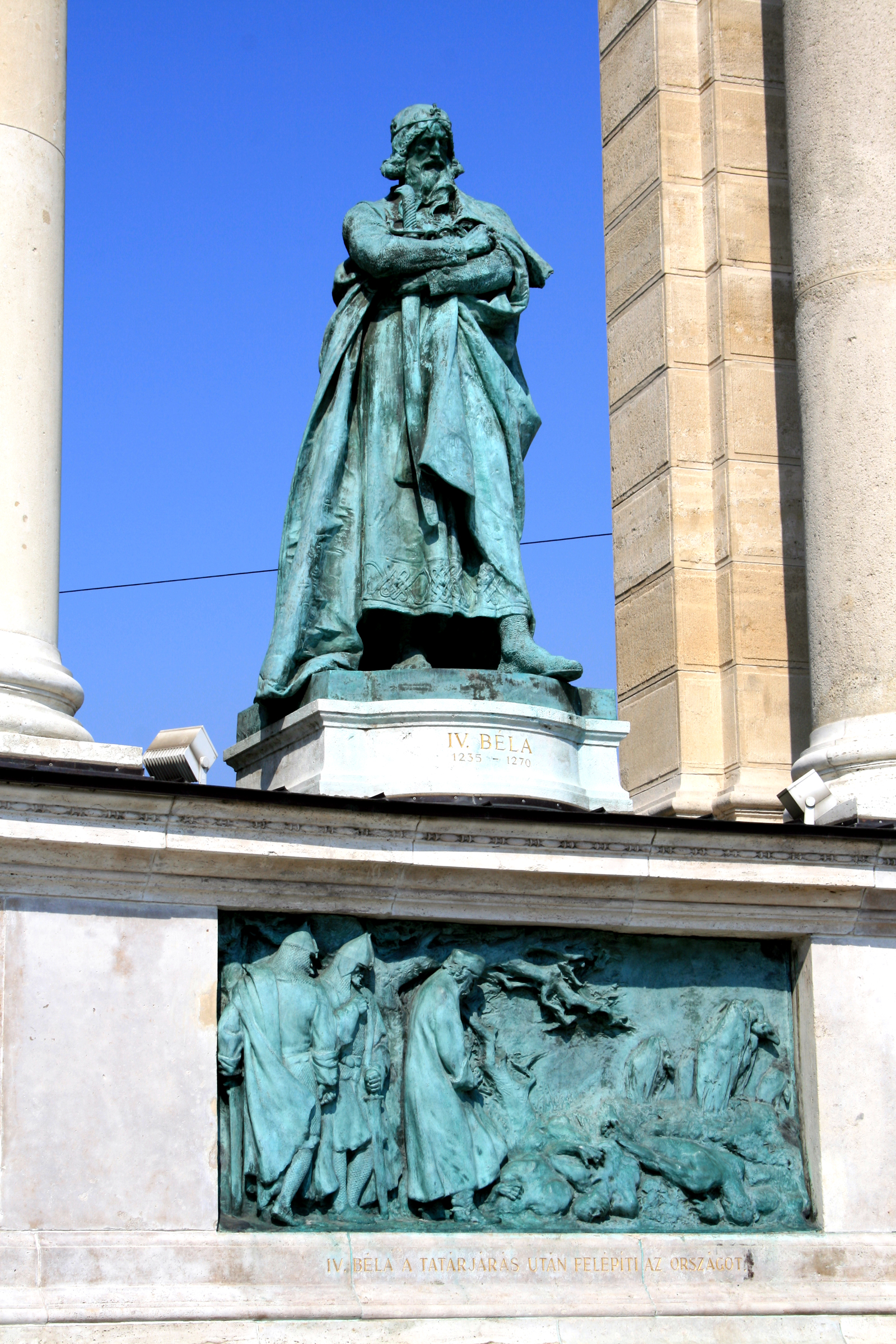
Статуя Белы IV на Площади Героев, Будапешт, Венгрия

## Биография

### Ранние годы

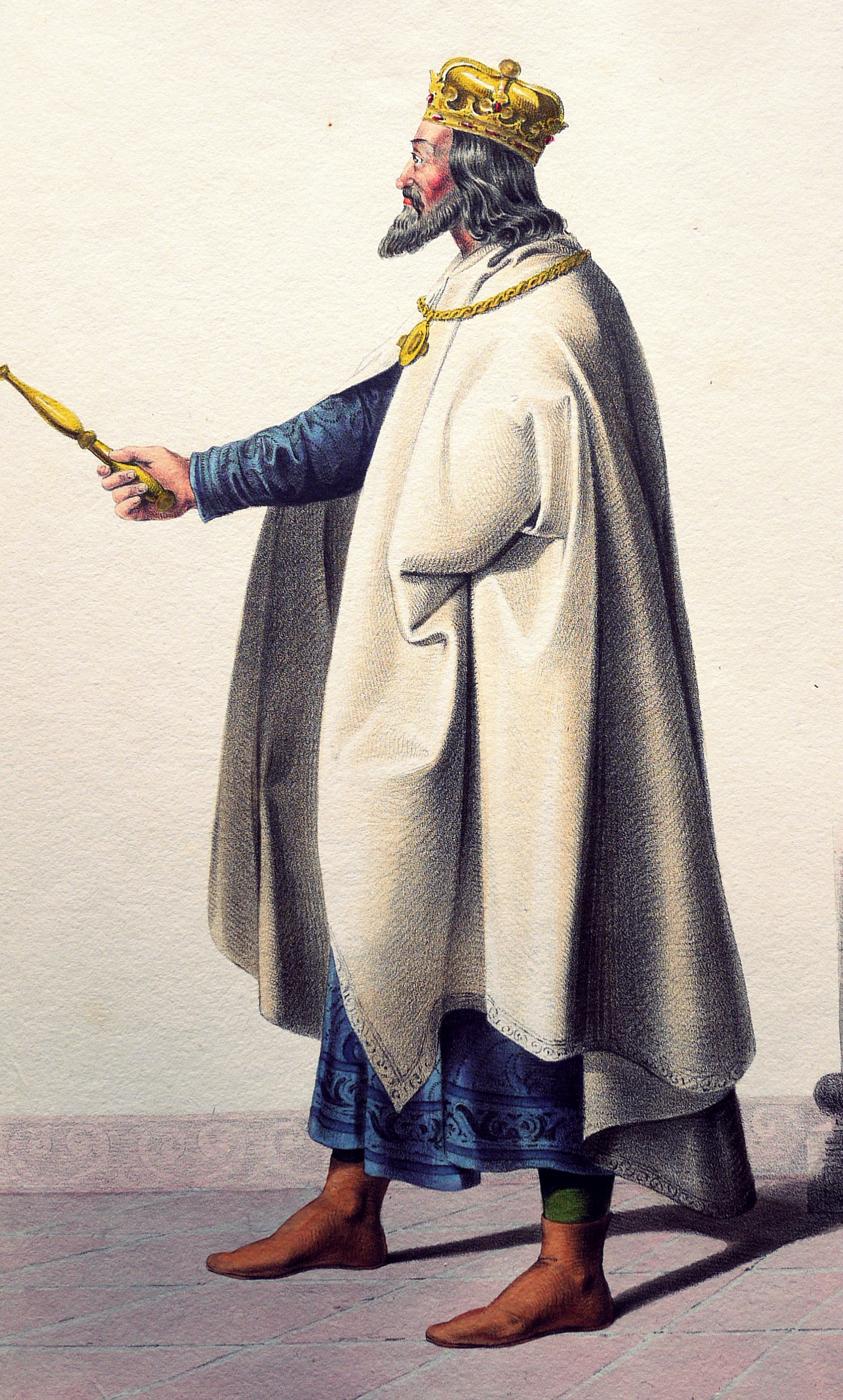
Король Венгрии Андраш II

Бела был старшим сыном короля Андраша II Крестоносца и его первой жены, Гертруды Меранской. Ещё до его рождения по требованию папы римского Иннокентия III церковные феодалы и светские сановники Венгрии были приведены к присяге, поклявшись, что примут его в качестве преемника его отца.
7-летний Бела был, вероятно, свидетелем убийства группой знатных заговорщиков его матери 28 сентября 1213 года. После убийства королевы Андраш II приказал казнить только лидера заговорщиков и простил других членов группы, что привело к развитию неприязни между отцом и сыном. Желание Белы отомстить оставшимся в живых убийцам сдерживалось до поры лишь просьбами его сестры, знаменитой святой Елизаветы Венгерской.
В начале 1214 года Бела был помолвлен с дочерью болгарского царя Борила. Вскоре после этого он был коронован как «младший король».
Когда в августе 1217 года Андраш II отбыл в Пятый крестовый поход, его дядя по материнской линии, Бертольд Меранский, архиепископ Калошский, для обеспечения покоя в государстве заточил Белу в крепость города Штайр в Штирии.
Сам Бела вернулся в Венгрию год спустя, после возвращения своего отца из Святой Земли.

### «Младший король» (Rex iunior)

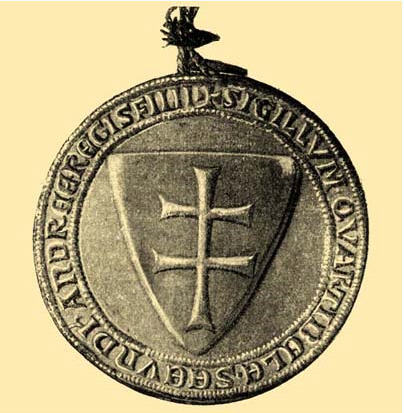
Монета Белы IV с двойным крестом.

В 1220 году 14-летний Бела женился на принцессе Марии Ласкарине, дочери никейского императора Феодора I Ласкариса, и отец поручил ему управление Славонией. Однако король Андраш II, устроивший брак Белы во время его возвращения из похода, к этому времени разочаровался в союзе с Никейской империей и разлучил сына с женой в 1222 году.
Но Папа Римский Гонорий III, однако, отказался объявлять брак недействительным, поэтому Бела забрал жену и бежал в Австрию под защиту герцога Леопольда Бабенберга, опасаясь гнева отца. Вскоре при посредничестве Папы Римского король Андраш II примирился с сыном и вновь дал ему в управление Славонию и Далмацию.

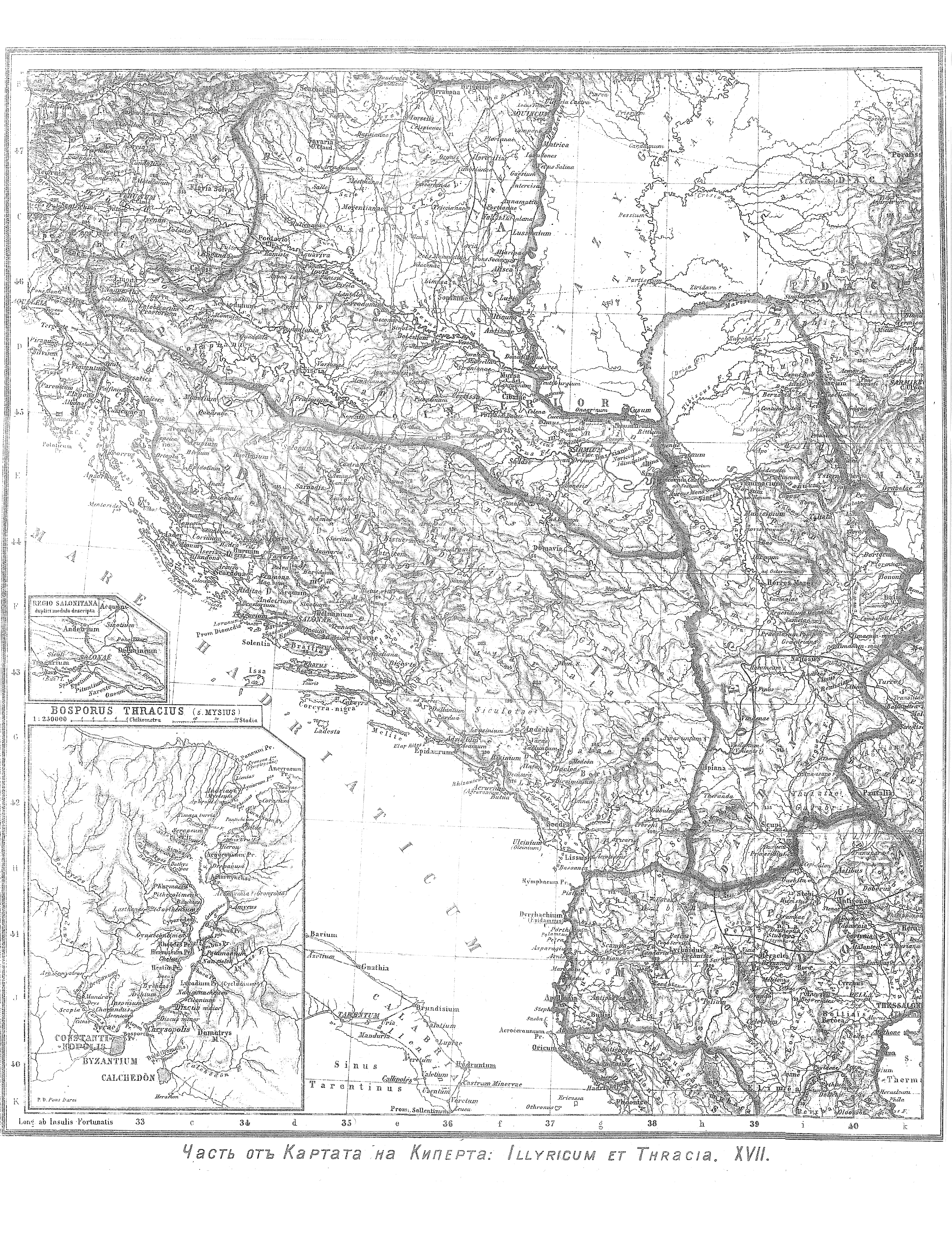
карта Далмации и близлежащих земель

Как наместник, Бела начал с разрешения папы Римского изымать королевские домены, предоставленные его отцом своим сторонникам в первой половине его правления. Он осадил Клис, крепость некоего непокорного хорватского барона, и вынудил его подчиниться.
В 1226 году недовольный действиями своего сына Андраш II поручил ему управление Трансильванией и даровал титул герцога. Здесь Бела способствовал миссионерской деятельности доминиканцев среди половецких племён, поселившихся на территориях к западу от Днестра.
В результате миссионерской работы двое вождей половцев, Бартц и Мемброк, около 1228 года приняли христианство и признали власть Белы. В том же 1228 году Бела начал пересматривать «ненужные и бесполезные» земельные пожертвования отца на всей территории королевства с разрешения отца. Однако его военная неудача в Галиче при оказании помощи своему младшему брату Андрашу, ослабила влияние Белы, и король Андраш II запретил дальнейший пересмотр подаренных земель. В начале 1230-х годов Бела принял участие в военных экспедициях отца против Даниила Галицкого и герцогства Австрии.
Его отношения с отцом стали ещё хуже, когда король Андраш II 14 мая 1234 года женился на Беатрисе д’Эсте, которая была на тридцать лет его моложе.

### Первые годы правления

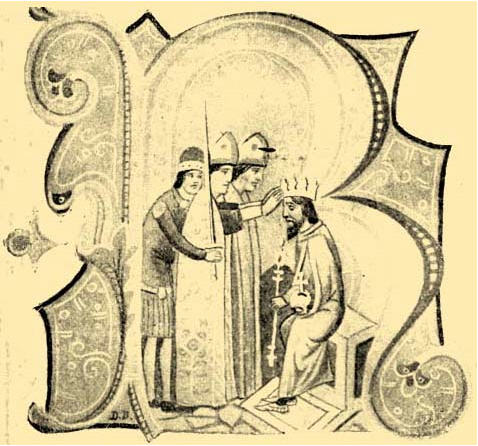
Коронация Белы IV.

21 сентября 1235 года его отец умер, и Бела IV взошёл на трон. 14 октября того же года архиепископ Роберт Эстергомский венчал его на царство в Секешфехерваре. Вскоре после этого Бела IV обвинил свою молодую мачеху и главного советника отца в прелюбодеянии и приказал их арестовать.
Основная цель Белы IV состояла в том, чтобы восстановить сильную королевскую власть, которая значительно ослабла во время правления его отца. Так, он приказал публично сжечь кресла его советников, «потому что хотел заставить их стоять в присутствии короля». Он также хотел укрепить позиции городов и для этого подтвердил городской устав Секешфехервара и предоставил новые привилегии нескольким ключевым городам королевства — Пешту, Трнаве, Банска-Штьявнице, Крупине, Зволену и Эстергому.
Бела IV отправил брата Юлиана на поиски других мадьярских племён, оставшихся на востоке, на своей исторической родине. В 1238 году монах Юлиан после встречи с восточными мадьярами вернулся и сообщил королю о готовящемся вторжении монгольских орд в Европу. Бела IV решил принять меры предосторожности против вторжения, поэтому обещал дать приют в Венгерском королевстве 40 000 бежавшим от монголов половцам в обмен на поступление их на военную службу королю. Однако кочевая культура половецкого народа вызвала отторжение у венгров, и межнациональные отношения внутри королевства только осложнились.
Бела IV попытался укрепить восточные границы своего королевства, но 12 марта 1241 года монгольские войска во главе с ханом Батыем смогли прорвать пограничные укрепления в Карпатах. Против интересов государства сыграло и то, что Бела имел плохие отношения с некоторыми из баронов, которые отказывались идти на войну без предоставления уступок от короля. В частности, они требовали изгнать половцев, но король отказался.
14 марта 1241 года несколько баронов проникли в половецкий лагерь и ворвались в дом, где жил главный куманский хан Котян, его семья и несколько знатных князей его племени. Котян убил своих жён и себя, в то время как остальные князья были убиты в схватке. Это привело половцев в ярость, они восстали и перебили ополчение, собранное епископом Чанада в помощь регулярной армии. Затем вожди восставших половцев ушли в Болгарию.

### Монгольское нашествие
После ухода половцев Бела IV потерял наиболее ценных союзников, однако всё равно смог сформировать армию из порядка 40000 воинов. 11 апреля 1241 года венгерская королевская армия была практически полностью уничтожена в битве на реке Шайо. После этого катастрофического поражения Бела IV бежал в Братиславу, а затем в Хайнбург, где его соперник в Центральной Европе герцог Фридрих II Воинственный из династии Бабенбергов в обмен на приют захватил его казну и заставил уступить три западные комитата своего королевства.

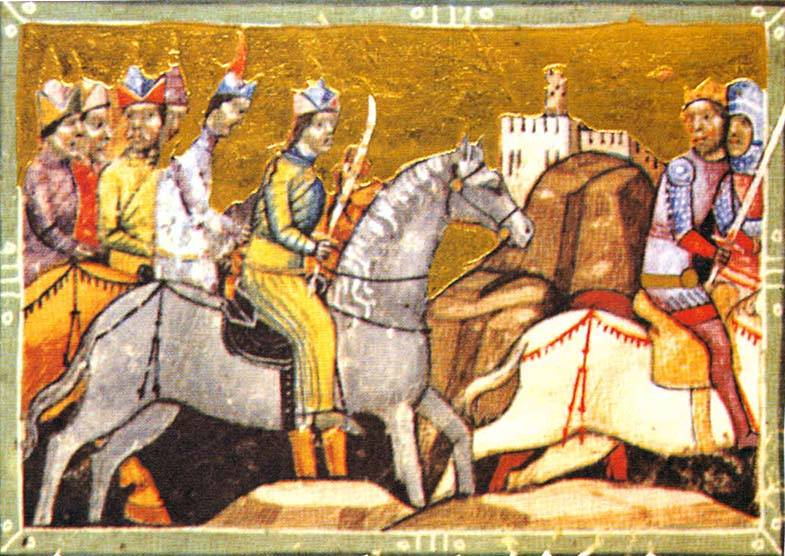
Бела IV бежит от монгольского войска в битве на реке Шайо. Chronicon Pictum

Бела IV перебрался в Загреб и отправил послов к правителю Священной Римской империи Фридриху II Гогенштауфену и папе римскому Григорию IX, чтобы заручиться их поддержкой против монголов. Он даже был готов признать сюзеренитет императора в случае, если тот пошлёт войска в Венгерское королевство, но ни одна из западных держав не пришла ему на помощь.
В то же время монголы грабили территории королевства к западу от реки Дунай — Пешт был сожжён, Буда наполовину разрушена. Кроме того, в январе они смогли пересечь замерзший Дунай, и Бела IV был вынужден бежать от монголов, поскольку хан Бату послал войска пленить его в Хорватии. Монголы под командованием одного из Чингизидов — Кадана считали, что король скрывается в крепости Клис.
Хан Кадан разграбил Загреб и прошёл побережьем Далмации. Бела IV скрывался на острове Раб, откуда затем отправился в Сплит. Город был хорошо укреплён, но король был слишком напуган, чтобы остаться там, и перебрался на остров Трогир, с которого в случае необходимости он мог бежать в Италию на корабле. Этот вариант ему не пригодился, поскольку в войске Кадана к тому времени остался только один тумен (10 000 воинов), и монголы были слишком истощены, получив отпор со стороны хорватов в Риеке, чтобы продолжить погоню. 
Армия Кадана прошла побережьем и повернула на восток, к основным силам.
Монголы атаковали далматские города без особого успеха, поскольку горная местность мешала их привычной военной тактике. Когда они вторглись в Австрийское герцогство близ Вены, пришло известие, что великий хан Угэдэй умер в Монголии, и хан Батый прекратил поход, чтобы вернуться домой для участия в выборах нового великого хана. 
Центральная Европа была спасена.

### «Второй основатель страны»

Герб Венгерского королевства при Беле IV.

После монгольского нашествия Бела резко изменил направления внутренней политики. Учтя уроки оккупации, он начал предоставлять поместья своим сторонникам, но одновременно требовал от них укреплять крепости на полученных землях, чтобы они могли сопротивляться завоевателям. Он также взялся за укрепление крупных городов, распорядившись построить вокруг них каменные стены. Бела призвал изгнанных половцев и предоставил им опустевшие земли между реками Дунай и Тиса.
За 4 года Бела IV почти совершенно сгладил следы произведённых монголами опустошений, за что и получил прозвище «второго основателя Венгрии».

### Внешние приобретения
Уже в 1242 году Бела IV повёл войска против герцога Австрии Фридриха II Воителя - представителя династии Бабенбергов, чтобы вернуть захваченные им венгерские земли. В ходе кампании он оккупировал Шопрон и Кёсег и вынудил герцога отказаться от тех трех комитатов, которые были им заняты во время монгольского нашествия.

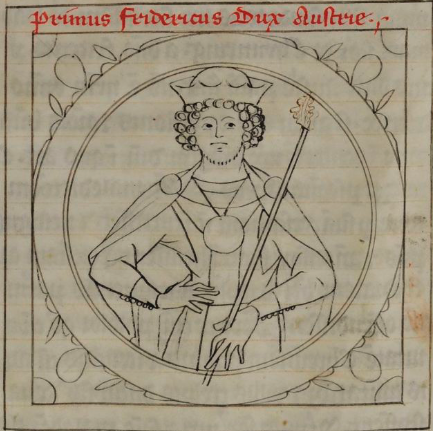
Австрийский герцог Фридрих II Воинственный

30 июня 1244 года король Венгрии Бела IV заключил мир с Венецианской республикой и отдал им город Задар, но сохранил 1/3 доходов с таможен городов Далмации.
В 1245 году Бела IV также оказал военную помощь своему зятю, черниговскому княжичу Ростиславу Михайловичу Славонскому в борьбе за галицкий княжеский престол, но тот был разбит в сражении при Ярославе армией князя Даниила Романовича.
Понтифик Григорий IX 21 августа 1245 года освободил Белу IV от клятвы подданства, принесённой им императору Священной Римской империи Фридриху II Штауфену во время монголо-татарского нашествия. Вскоре после этого герцог Фридрих II Австрийский, не отказавшийся от притязаний на западные комитаты Венгрии, начал поход против Белы IV. Ему удалось разбить венгерские королевские войска в битве на реке Лейте 1246 года, однако сам герцог погиб в бою. С его смертью мужская линия дома Бабенбергов пресеклась, и среди соседей началась борьба за господство над Герцогством Австрией и Штирией.
В 1249 году Бела IV передал часть Баната (Банат-Сёрень) ордену рыцарей-госпитальеров, когда распространились слухи о том, что монголы готовят новую военную кампанию против Европы. В том же году он вновь помогал своему зятю в войне за Галич, но князь Даниил Галицкий и в этот раз разбил венгерские войска битве на реке Сан. Наконец, в 1250 году Бела решил заключить мирный договор с Даниилом Галицким и на встрече в Зволене пообещал, что не будет больше помогать Ростиславу Михайловичу в войне против Даниила.
Ещё в начале 1247 года Бела IV известил папу Иннокентия IV о намерении завладеть герцогством Австрией. Папа вначале пообещал ему поддержку, но затем избрал среди возможных претендентов племянницу покойного герцога Фридриха II Гертруду фон Бабенберг, которая по его указанию вышла замуж за маркграфа Бадена Германа.
Тем не менее, в 1252 году Бела IV ввёл свои войска в Австрию и занял окрестности Вены. Однако бывший герцогом Австрии с 1250 г. Пржемысл Оттокар II, жена которого, Маргарита фон Бабенберг, была сестрой Фридриха II, также заявил свои претензии на Австрию и Штирию.
Король Бела совершил поход на земли Маркграфства Моравии, однако он не мог занять Оломоуц, поэтому вскоре начал переговоры с чешским королём Вацлавом I Одноглазым при посредничестве папских легатов. Наконец, Бела IV провел встречу с ставшим в 1253 г. королём Богемии Пржемыслом Оттокаром II в Братиславе, и они в 1254 году заключили мир. На основе подписанного договора Винер-Нойштадт и герцогство Штирия перешли под власть Белы IV.

### Потеря Штирии

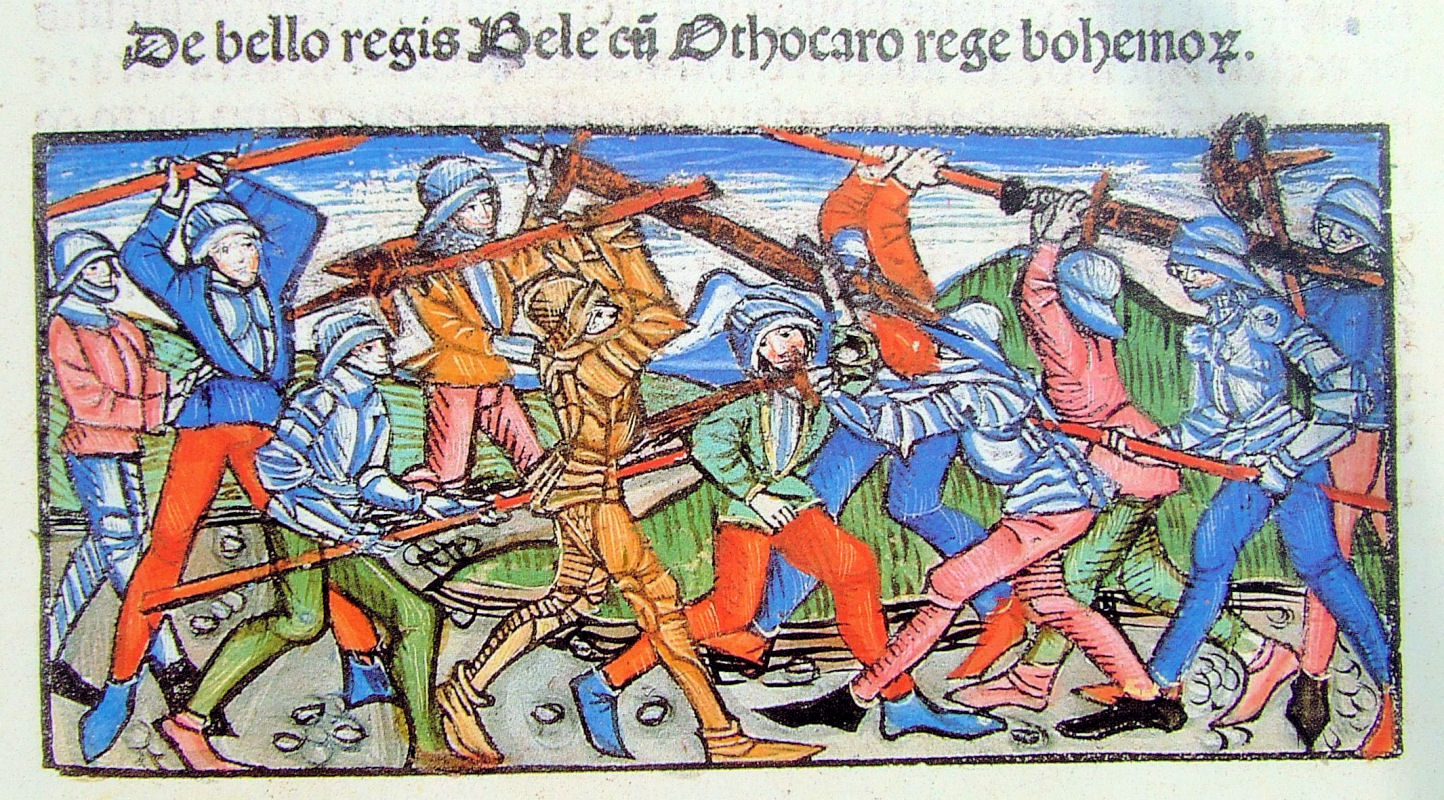
Битва при Кресенбрунне между Белой IV и Пржемыслом Оттокаром II

В 1258 году жители Штирии, предпочитавшие верховенство короля Чехии, восстали против Белы IV, но его войска подавили мятеж. После этой победы Бела назначил Иштвана герцогом Штирии. Однако Штирия вновь восстала против господства Венгрии при поддержке короля Чехии Пржемысла Оттокара II. Бела IV и его сын начали военную кампанию против земель Оттокара II, но их войска были разбиты 12 июля 1260 года в битве при Кресенбрунне. После битвы Бела отказался от своих притязаний на герцогство Штирия в пользу короля Чехии, заключив мир в Прессбурге. 

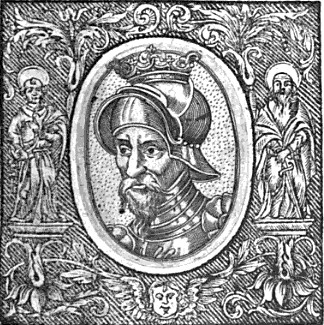
Король Богемии Пржемысл Оттокар II

### Конфликт с сыном
В 1246 году Бела IV короновал своего старшего сына Иштвана как «младшего короля», однако не желал делиться с ним властью.
В итоге в 1258 году принц Иштван собрал армию против своего венценосного отца и убедил Белу на время уступить ему управление Трансильванией.
Вскоре после заключения в 1260 году мира между Венгерским и Богемским королевствами Иштвану вновь была передана в управление Трансильвания.

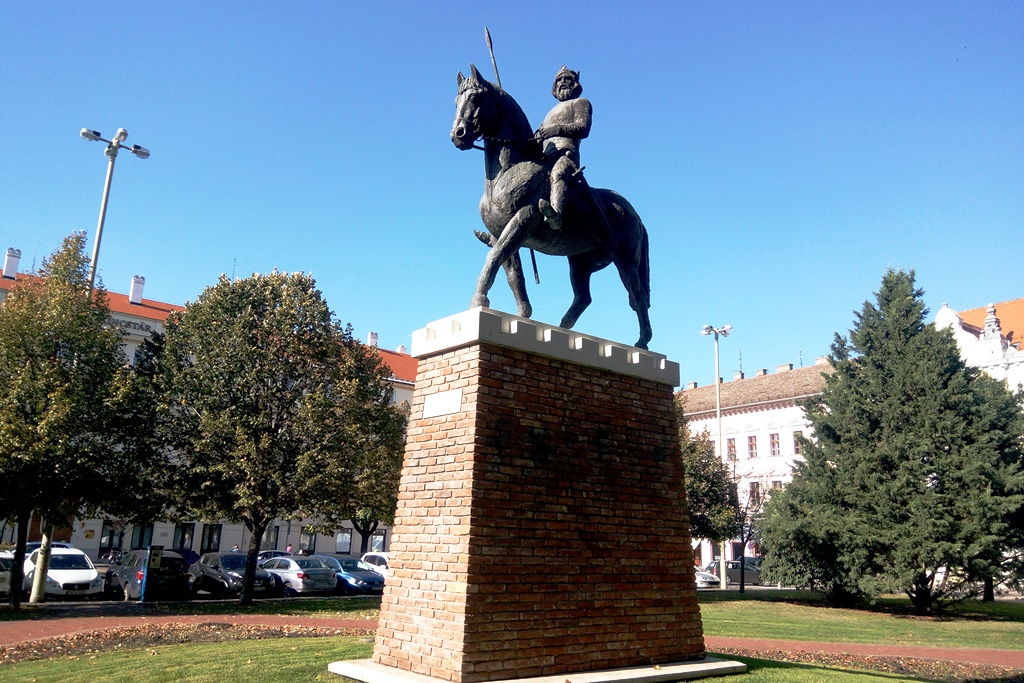
Конный памятник королю Венгрии Беле IV Арпаду на площади Сеченьи в Сегеде

В 1261 году король Бела и его старший сын Иштван совместно повели свои армии против Второго Болгарского царства.
Тем не менее, король Бела IV предпочитал обществу старшего сына общение со своим младшим сыном, герцогом Белой Славонским, и дочерью Анной, поэтому его отношения с Иштваном становились все более напряженными. Отец и сын начали преследовать сторонников друг друга, и их столкновение казалось неизбежным.
Наконец видные церковные деятели Венгерского королевства архиепископы Филипп Эстергомский и Смарагд Калошский устроили переговоры, закончившиеся подписанием летом 1262 года соглашения в Прессбурге. По нему Иштван получал в управление часть королевства восточнее реки Дунай. Однако примирение короля Белы и принца Иштвана было лишь временным, поскольку их сторонники провоцировали напряженность.
В 1264 году принц Иштван изъял поместья своей матери и сестры в своих владениях. Король Бела IV послал войска против непокорного сына и пленил его жену и сына, а сам Иштван был вынужден отступить в укреплённый замок Кодля («Черный замок»). «Младший король», однако, сумел прорвать осаду и вскоре начал контратаку против своего отца.
В итоге принц Иштван одержал стратегическую победу над войсками своего отца — короля, которыми командовал бан Мачвы Бела Ростиславич, в битве при Исасеге в марте 1265 года, и по итогам подписанного мирного договора король был вынужден вернуть сыну право управления восточной частью Венгерского королевства.
23 марта 1266 года они подтвердили условия мира, встретившись в монастыре Пресвятой Богородицы на Кроличьем острове (Nyulak szigete) в Буде.
В 1267 году высшая светская и духовная аристократия Венгерского королевства провела съезд в городе Эстергоме, утвердив решения Белы и его сына Иштвана. В конце того же года король Сербии Стефан Урош I Великий - представитель династии Неманичей атаковал венгерскую провинцию Мачва. Причины вторжения сербов не известны. Целью данной военной экспедиции могло быть как желание сербов укрепить северную границу, так и простой грабёж соседних земель.
Сербская королевская армия в ходе вторжения опустошила Мачву, однако весной 1268 года потерпела поражение от маховского бана Белы Ростиславовича, поддержанного его дедом, королём Венгрии Белой IV Арпадом. Сам король Сербии Стефан Урош вместе со своим зятем и сановниками был взят в плен в ходе данной битвы против венгров. Он был вынужден заплатить выкуп за своё освобождение. По мнению некоторых исследователей, гарантией мира между двумя странами стал брак старшего сына Стефана Уроша принца Стефана Драгутина и внучки венгерского короля Белы IV принцессы Екатерины Арпад. Другие, однако, считают, что свадьба состоялась ранее 1268 года. 
По мнению некоторых историков, король Сербии Стефан Урош I также был вынужден признать сюзеренитет короля Венгрии Белы IV.

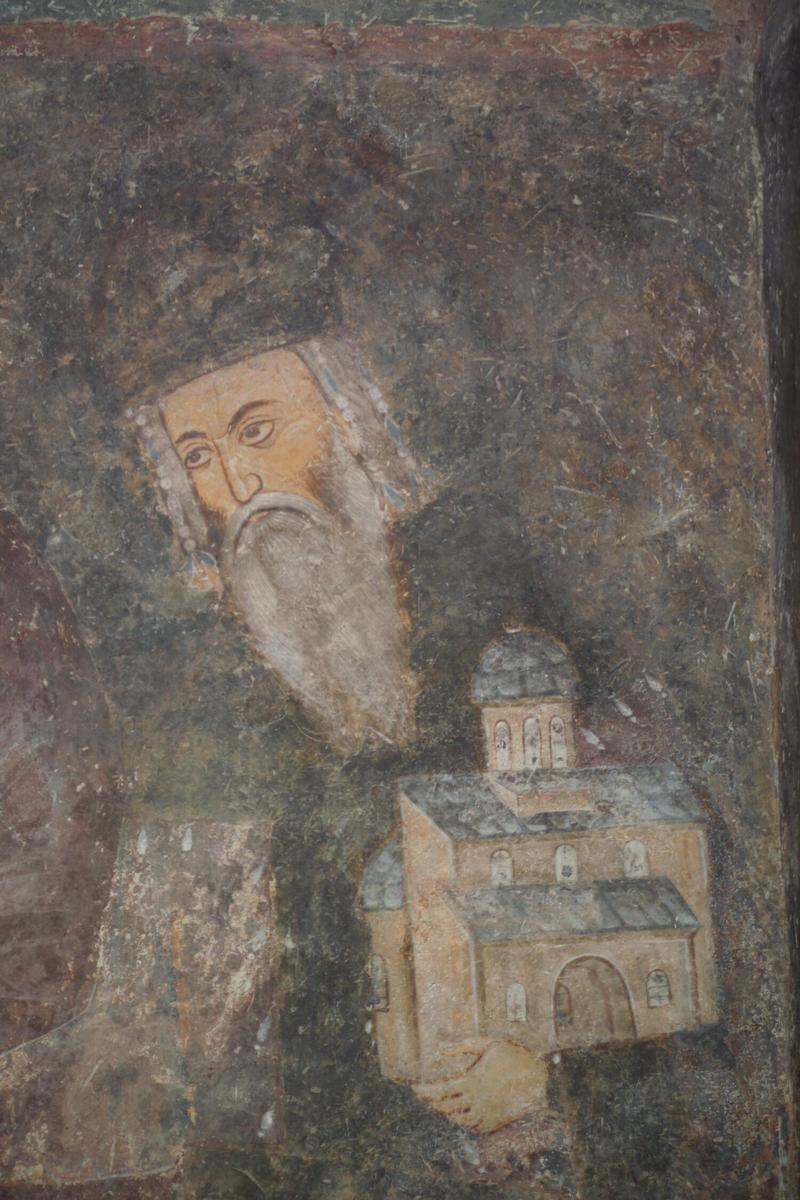
Король Сербии Стефан Урош I

### Последние годы и смерть. Семья.

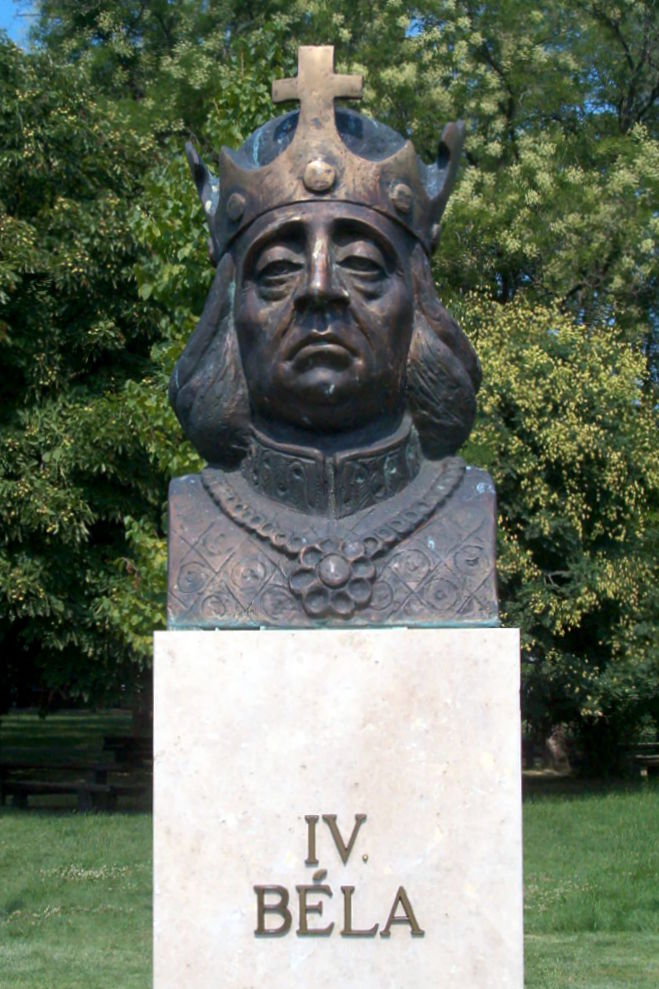
Памятник королю Венгрии Беле IV в Национальном историческом парке в Опустасере.

Одновременно в то же время произошло сближение между Венгерским королевством и Сицилийским королевством, правителем которого в ходе борьбы с династией Гогенштауфенов стал младший брат короля Франции Людовика IX Святого - представителя династии Капетингов  и граф Прованса Карл I Анжуйский.

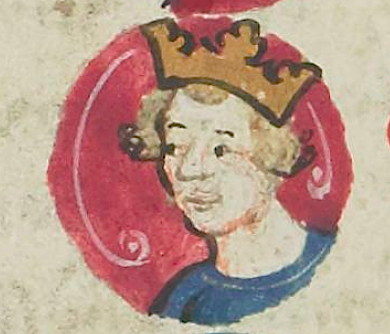
Король Сицилии Карл I Анжуйский

Ища союзников в борьбе с Византийской империей, Карл Анжуйский заключил договор с королём Венгрии Белой IV, договорившись о браке своей дочери, принцессы Изабеллы Сицилийской, с венгерским принцем Ласло Куном, внуком Белы, и сестры Ласло, Марии Венгерской с наследником Карла, будущим Карлом II Хромым. 
Благодаря этому браку Анжу — Сицилийская династия позже взошла на венгерский королевский трон.
Летом 1269 года Бела IV потерял своего любимого сына герцога Белу Славонского, в котором видел своего наследника. После этого его любимая дочь, принцесса Анна Венгерская стала оказывать всё большее влияние на него. Своей последней волей Бела IV передавал королевство своей дочери и её зятю, королю Чехии и герцогу Австрии Пржемыслу Оттокару II, поскольку не доверял сыну Иштвану.
Король Венгрии Бела IV Арпад скоропостижно скончался 3 мая 1270 года. После его смерти принцесса Анна бежала в Прагу под защиту короля Богемии Пржемысла Оттокара II, а на венгерском королевском троне оказался Иштван V.
В 1218 году Бела IV женился на Марии Ласкарине, дочери греческого императора Никеи Феодора I Ласкариса и Анны Ангелины (дочери византийского узурпатора Алексея III Ангела).
От этого брака родилось два сына и восемь дочерей:
1. Св. Кунегунда (Кинга) — с пятилетнего возраста жена короля Польши Болеслава V Стыдливого - представителя династии Пястов, после его смерти ставшая монахиней и затем аббатисой (канонизирована в 1999);
2. Маргарита (ум. 1242);
3. Екатерина (ум. 1242);
4. Анна Венгерская — жена галицкого и черниговского князя Ростислава Михайловича — сына князя Михаила Всеволодовича [10]
5. Елизавета Венгерская (ум. 1271) — жена герцога Генриха XIII Баварского;
6. Констанция Венгерская — жена короля Руси Льва Данииловича;
7. Блаженная Иоланда (Йолента, Елена) — жена великопольского правителя Болеслава Набожного, после его смерти также ставшая монахиней-клариссой, а затем и настоятельницей монастыря (беатифицирована в 1827);
8. Иштван — преемник своего отца (король Венгрии в 1270—1272 гг.);
9. Св. Маргарита Венгерская — с детства предназначенная для монашеской жизни (канонизирована в 1943);
10. Бела, герцог Славонский.

## Память

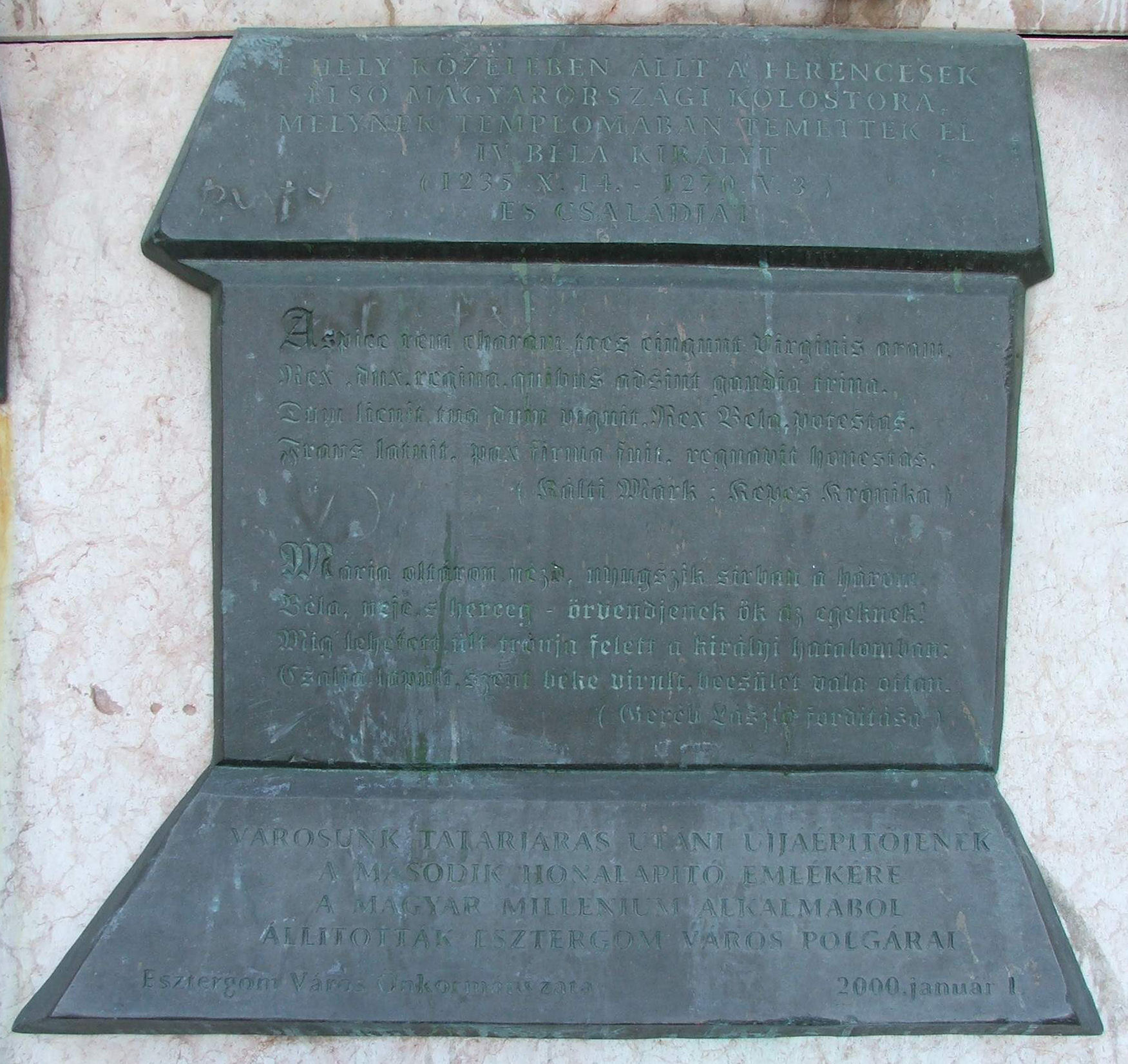
Надгробие Белы IV.

Из-за усугубления анархии в королевстве после его смерти многие считали Белу IV последним правителем, который принёс мир в Венгрию. Эпитафия на его собственной могиле подчеркивает эту мысль:
```
                               
Aspice rem caram:

                               
tres cingunt Virginis aram:

                               
Rex, Dux, Regina,

                               
quibus adsint Gaudia Trina

                               
Dum licuit, tua dum viguit

                               
rex Bela, potestas,

                               
Fraus latuit, pax firma fuit,

                               
regnavit honestas.
```

## Образ в кино
- Даниил — князь Галицкий (СССР) (1987), режиссёр Ярослав Лупий, в роли Белы IV — Эрнст Романов

## Родословная
|  |                                    |  |  |  |  |  |  |  |  |  |  |  |  |  |  |  |
|  | Бела II                            |  |  |  |  |  |  |  |  |  |  |  |  |  |  |  |
|  |                                    |  |  |  |  |  |  |  |  |  |  |  |  |  |  |  |
|  |                                    |  |  |  |  |  |  |  |  |  |  |  |  |  |  |  |
|  | Геза II                            |  |  |  |  |  |  |  |  |  |  |  |  |  |  |  |
|  |                                    |  |  |  |  |  |  |  |  |  |  |  |  |  |  |  |
|  |                                    |  |  |  |  |  |  |  |  |  |  |  |  |  |  |  |
|  | Илона Сербская                     |  |  |  |  |  |  |  |  |  |  |  |  |  |  |  |
|  |                                    |  |  |  |  |  |  |  |  |  |  |  |  |  |  |  |
|  |                                    |  |  |  |  |  |  |  |  |  |  |  |  |  |  |  |
|  | Бела III                           |  |  |  |  |  |  |  |  |  |  |  |  |  |  |  |
|  |                                    |  |  |  |  |  |  |  |  |  |  |  |  |  |  |  |
|  |                                    |  |  |  |  |  |  |  |  |  |  |  |  |  |  |  |
|  | Мстислав Владимирович Великий      |  |  |  |  |  |  |  |  |  |  |  |  |  |  |  |
|  |                                    |  |  |  |  |  |  |  |  |  |  |  |  |  |  |  |
|  |                                    |  |  |  |  |  |  |  |  |  |  |  |  |  |  |  |
|  | Ефросинья Мстиславна               |  |  |  |  |  |  |  |  |  |  |  |  |  |  |  |
|  |                                    |  |  |  |  |  |  |  |  |  |  |  |  |  |  |  |
|  |                                    |  |  |  |  |  |  |  |  |  |  |  |  |  |  |  |
|  | Любава Дмитриевна                  |  |  |  |  |  |  |  |  |  |  |  |  |  |  |  |
|  |                                    |  |  |  |  |  |  |  |  |  |  |  |  |  |  |  |
|  |                                    |  |  |  |  |  |  |  |  |  |  |  |  |  |  |  |
|  | Андраш II                          |  |  |  |  |  |  |  |  |  |  |  |  |  |  |  |
|  |                                    |  |  |  |  |  |  |  |  |  |  |  |  |  |  |  |
|  |                                    |  |  |  |  |  |  |  |  |  |  |  |  |  |  |  |
|  | Анри де Шатильон                   |  |  |  |  |  |  |  |  |  |  |  |  |  |  |  |
|  |                                    |  |  |  |  |  |  |  |  |  |  |  |  |  |  |  |
|  |                                    |  |  |  |  |  |  |  |  |  |  |  |  |  |  |  |
|  | Рено де Шатильон                   |  |  |  |  |  |  |  |  |  |  |  |  |  |  |  |
|  |                                    |  |  |  |  |  |  |  |  |  |  |  |  |  |  |  |
|  |                                    |  |  |  |  |  |  |  |  |  |  |  |  |  |  |  |
|  | Агнесса Антиохийская               |  |  |  |  |  |  |  |  |  |  |  |  |  |  |  |
|  |                                    |  |  |  |  |  |  |  |  |  |  |  |  |  |  |  |
|  |                                    |  |  |  |  |  |  |  |  |  |  |  |  |  |  |  |
|  | Боэмунд II, князь Антиохии         |  |  |  |  |  |  |  |  |  |  |  |  |  |  |  |
|  |                                    |  |  |  |  |  |  |  |  |  |  |  |  |  |  |  |
|  |                                    |  |  |  |  |  |  |  |  |  |  |  |  |  |  |  |
|  | Констанция, княгиня Антиохии       |  |  |  |  |  |  |  |  |  |  |  |  |  |  |  |
|  |                                    |  |  |  |  |  |  |  |  |  |  |  |  |  |  |  |
|  |                                    |  |  |  |  |  |  |  |  |  |  |  |  |  |  |  |
|  | Алиса Антиохийская                 |  |  |  |  |  |  |  |  |  |  |  |  |  |  |  |
|  |                                    |  |  |  |  |  |  |  |  |  |  |  |  |  |  |  |
|  |                                    |  |  |  |  |  |  |  |  |  |  |  |  |  |  |  |
|  | Бела IV                            |  |  |  |  |  |  |  |  |  |  |  |  |  |  |  |
|  |                                    |  |  |  |  |  |  |  |  |  |  |  |  |  |  |  |
|  |                                    |  |  |  |  |  |  |  |  |  |  |  |  |  |  |  |
|  | Бертольд II, граф Диссен           |  |  |  |  |  |  |  |  |  |  |  |  |  |  |  |
|  |                                    |  |  |  |  |  |  |  |  |  |  |  |  |  |  |  |
|  |                                    |  |  |  |  |  |  |  |  |  |  |  |  |  |  |  |
|  | Бертольд III Андекский             |  |  |  |  |  |  |  |  |  |  |  |  |  |  |  |
|  |                                    |  |  |  |  |  |  |  |  |  |  |  |  |  |  |  |
|  |                                    |  |  |  |  |  |  |  |  |  |  |  |  |  |  |  |
|  | София Истрийская                   |  |  |  |  |  |  |  |  |  |  |  |  |  |  |  |
|  |                                    |  |  |  |  |  |  |  |  |  |  |  |  |  |  |  |
|  |                                    |  |  |  |  |  |  |  |  |  |  |  |  |  |  |  |
|  | Бертольд IV (герцог Меранский)     |  |  |  |  |  |  |  |  |  |  |  |  |  |  |  |
|  |                                    |  |  |  |  |  |  |  |  |  |  |  |  |  |  |  |
|  |                                    |  |  |  |  |  |  |  |  |  |  |  |  |  |  |  |
|  | Оттон IV, граф Виттельсбах         |  |  |  |  |  |  |  |  |  |  |  |  |  |  |  |
|  |                                    |  |  |  |  |  |  |  |  |  |  |  |  |  |  |  |
|  |                                    |  |  |  |  |  |  |  |  |  |  |  |  |  |  |  |
|  | Гедвига Виттельсбах                |  |  |  |  |  |  |  |  |  |  |  |  |  |  |  |
|  |                                    |  |  |  |  |  |  |  |  |  |  |  |  |  |  |  |
|  |                                    |  |  |  |  |  |  |  |  |  |  |  |  |  |  |  |
|  | Гейлика фон Реттендорф-Ленгенфельд |  |  |  |  |  |  |  |  |  |  |  |  |  |  |  |
|  |                                    |  |  |  |  |  |  |  |  |  |  |  |  |  |  |  |
|  |                                    |  |  |  |  |  |  |  |  |  |  |  |  |  |  |  |
|  | Гертруда Меранская                 |  |  |  |  |  |  |  |  |  |  |  |  |  |  |  |
|  |                                    |  |  |  |  |  |  |  |  |  |  |  |  |  |  |  |
|  |                                    |  |  |  |  |  |  |  |  |  |  |  |  |  |  |  |
|  | Конрад Великий Мейсенский          |  |  |  |  |  |  |  |  |  |  |  |  |  |  |  |
|  |                                    |  |  |  |  |  |  |  |  |  |  |  |  |  |  |  |
|  |                                    |  |  |  |  |  |  |  |  |  |  |  |  |  |  |  |
|  | Деди Лужицкий                      |  |  |  |  |  |  |  |  |  |  |  |  |  |  |  |
|  |                                    |  |  |  |  |  |  |  |  |  |  |  |  |  |  |  |
|  |                                    |  |  |  |  |  |  |  |  |  |  |  |  |  |  |  |
|  | Лютгарда Эльхинген-Равенштайн      |  |  |  |  |  |  |  |  |  |  |  |  |  |  |  |
|  |                                    |  |  |  |  |  |  |  |  |  |  |  |  |  |  |  |
|  |                                    |  |  |  |  |  |  |  |  |  |  |  |  |  |  |  |
|  | Агнесса Рохлицкая                  |  |  |  |  |  |  |  |  |  |  |  |  |  |  |  |
|  |                                    |  |  |  |  |  |  |  |  |  |  |  |  |  |  |  |
|  |                                    |  |  |  |  |  |  |  |  |  |  |  |  |  |  |  |
|  | Госвин II фон Хайнсберг            |  |  |  |  |  |  |  |  |  |  |  |  |  |  |  |
|  |                                    |  |  |  |  |  |  |  |  |  |  |  |  |  |  |  |
|  |                                    |  |  |  |  |  |  |  |  |  |  |  |  |  |  |  |
|  | Матильда фон Хайнсберг             |  |  |  |  |  |  |  |  |  |  |  |  |  |  |  |
|  |                                    |  |  |  |  |  |  |  |  |  |  |  |  |  |  |  |
|  |                                    |  |  |  |  |  |  |  |  |  |  |  |  |  |  |  |
|  | Алейдис фон Зоммершенбург          |  |  |  |  |  |  |  |  |  |  |  |  |  |  |  |
|  |                                    |  |  |  |  |  |  |  |  |  |  |  |  |  |  |  |
|  |                                    |  |  |  |  |  |  |  |  |  |  |  |  |  |  |  |